# 葉五美家族
葉五美家族，又稱葉春日家族、新屋葉家，是一支台灣閩南人葉姓家族，發源於桃園市新屋區。由於先後遷居過客家庄和閩南庄，為了生活需要，許多子孫都會說客家話和閩南語臺灣話，稱祭祖為「敬阿公婆」（客家話）或「拜公媽」（閩南話）。

## 源起
葉五美家族，源於西元前770年春秋時代的河南南陽，始祖沈諸梁因受封釆地於「葉」，後人即以葉為姓、以「南陽」為堂號。第85世祖葉洙為唐朝大學士，五代十國期間追隨王審知入閩，南遷至福建泉州府同安縣，始有較完整史料記載。1589年，第101世祖葉泰純遷至廣東惠州府海豐縣，第102世祖葉朝桂又遷至陸豐縣，迨第105世祖葉啟睿小規模遷居，至第107世祖葉春日兄弟渡臺。
清雍正十三年（西元1735年），第106世祖葉天璋長子、第107世祖葉春日攜妻向氏、弟葉春時、長子葉特孝與次子葉特鳯等一族由陸豐移居台灣，初居嘉義，後遷至桃園大溪，最後定居在新屋永安靠海的大牛欄。弟葉春時與長子葉特孝家族不知所終。次子葉特鳯娶妻張氏，兩人在新屋鄉出生的在台第一代子孫分別命名為大榮、大華、大富、大貴與大春。由於「榮、華、富、貴、春」分別為人間五大美事，後代子孫稱之為「葉五美公」。其葉氏家族有修撰《葉氏春日公派下族譜》。

## 外部連結
- 社團法人桃園市葉春日公派下協進會 （页面存档备份，存于）
- 葉氏家族網站◆葉五美的由來 （页面存档备份，存于）
- 葉春日公祠-葉五美公祖塔的Facebook專頁 （页面存档备份，存于）